# Semaeopus absconditaria
Semaeopus absconditaria är en fjärilsart som beskrevs av Walker 1862. Semaeopus absconditaria ingår i släktet Semaeopus och familjen mätare. Inga underarter finns listade i Catalogue of Life.